# Milan Milutinović
Pour les articles homonymes, voir Milutinović.
 (février 2009).
Si vous disposez d'ouvrages ou d'articles de référence ou si vous connaissez des sites web de qualité traitant du thème abordé ici, merci de compléter l'article en donnant les références utiles à sa vérifiabilité et en les liant à la section « Notes et références ».
Milan Milutinović (en serbe : Милан Милутиновић), né le 19 décembre 1942 à Belgrade et mort le 2 juillet 2023 dans la même ville, est un homme d'État yougoslave puis serbe.
Il est directeur de la Bibliothèque nationale de Serbie de 1983 à 1988, ambassadeur de Yougoslavie en Grèce, ministre fédéral des Affaires étrangères de 1995 à 1997 et enfin président de la république de Serbie de 1997 à 2002.

## Biographie

### Ministre des Affaires étrangères
Entre 1992 et 1996, Milan Milutinović a été le seul ambassadeur de Yougoslavie dans un État occidental (en l’occurrence la Grèce) en raison de l'embargo des Nations unies en mai 1992. La Yougoslavie ne pouvait nommer de nouveaux ambassadeurs mais Milutinović n'a jamais été retiré de son poste par Belgrade.
Après être resté six ans ambassadeur de Yougoslavie en Grèce, Milutinović a été nommé ministre des Affaires étrangères de Yougoslavie en 1995. En novembre 1995, il a été l'un des principaux négociateurs sur la Bosnie au cours de négociations de paix de Dayton et l'un des rédacteurs de ce qui devint par la suite l'Accord de paix de Dayton, qui conduisit à la fin des hostilités en Bosnie-Herzégovine. 
Au cours de son mandat de ministre des affaires étrangères, il a également signé plusieurs accords entre la Yougoslavie et son pays voisin et ancien ennemi, la Croatie, visant à normaliser les relations entre les deux pays.

### Présidence
Après le deuxième mandat et dernier possible, selon la Constitution de Slobodan Milošević comme président de la Yougoslavie, commença une période tourmentée pour sa succession. Le parti socialiste de Serbie de Milošević voulait conserver la présidence et leur premier candidat à l'élection présidentielle de 1997, fut Zoran Lilić. Les deux premiers tours des élections n'eurent pas assez de suffrages exprimés pour avoir la majorité nécessaire (en vertu de la Constitution de 1990) car une grande partie de la population ne prit pas part au vote. Une coalition du Parti socialiste de Serbie, de la Gauche yougoslave et des Libéraux de Serbie décidèrent de choisir un nouveau candidat car le chef du parti radical serbe Vojislav Šešelj l'emporterait face à Lilić. Milutinović, membre du Parti socialiste de Serbie, fut donc choisi comme nouveau candidat. Au deuxième tour des élections, en décembre 1997, il obtint officiellement 59,23 % des suffrages exprimés tandis que 50,98 % des électeurs avaient pris part au vote. Les partis qui avaient boycotté les élections, ainsi que Vojislav Seselj, qui avait obtenu 37,57 % des voix, ont toujours pensé que les élections avaient été manipulées. 
Comme Milosevic était devenu président de la République fédérale de Yougoslavie, le pouvoir politique passa au niveau fédéral avec lui et Milutinović, de facto, eut peu d'influence politique. 
Toutefois, Milan Milutinović a été le chef de la délégation du gouvernement yougoslave au groupe de négociation à Rambouillet en 1999, avant la campagne de bombardement de l'OTAN contre la Yougoslavie. Il a toujours agi selon les directives de Milošević. 
Après la défaite de Milošević et de son parti aux élections de septembre 2000, Milan Milutinović reste à son poste, son mandat ne se terminant pas avant 2002. Ses pouvoirs en tant que président ont alors été très limités, son parti politique ne bénéficiant plus du soutien populaire, et lui-même n'étant soutenu par aucune branche du gouvernement. Milutinović s'est contenté d'exercer ses obligations constitutionnelles, sans aucune opposition à l'équipe gouvernementale. 
En 2002, lorsque son mandat s'est achevé, Milutinović ne s'est pas représenté et il a été remplacé par Nataša Mićić comme Président de la République par intérim. 
Au cours de la période de transition vers la démocratie à la fin de l'année 2000, Milutinović a refusé de soutenir une violente répression des manifestations d'octobre à Belgrade. Il avait de bonnes relations avec le nouveau gouvernement, avait en aversion les théories des plus proches alliés de Milošević, mais il n'a jamais rompu avec son parti. Dans le même temps, Milan Milutinović ne jouissait pas de l'appui de l'Opposition démocratique de Serbie car il a toujours été considéré par la plupart de ses membres comme un proche allié de Milosevic. Sa devise de la campagne politique au cours de l'élection présidentielle de 1997 "Je Srbija i svet» - La Serbie et le «monde» (c'est-à-dire l'étranger) est également le signe d'un certain centrisme à une époque d'un extrémisme élevé dans la politique serbe.

### Après la présidence
Après la fin de son mandat présidentiel, en décembre 2002, Milan Milutinović se rend librement au Tribunal pénal international pour l'ex-Yougoslavie (TPIY), où il est jugé pour crimes de guerre. Il est finalement acquitté de tous les chefs d'accusation pesant sur lui le 26 février 2009.